# Sonet Records
Sonet Records, ursprungligen danskt skivbolag, grundat 1957. Under de följande decennierna blev bolaget ett av de största både i Danmark och Sverige. Den svenska avdelningen hette Sonet Grammofon AB. Sonet Records köptes i början av 1990-talet upp av PolyGram , vilket sedan 1998 ingår i Universal Music Group (etiketten Sonet användes även senare). Universal Music Denmark återupplivade dock Sonet Records i ny form i juli 2006. 2019 utkom en bok om Sonet av Håkan Lahger och Lasse Ermalm . 